# Hoplosaenidea kanmiyai
Hoplosaenidea kanmiyai es una especie de insecto coleóptero de la familia Chrysomelidae.
Fue descrita científicamente en 1984 por Kimoto.